# Route régionale 21 (Sénégal)
Pour les articles homonymes, voir R21.
La route régionale 21 ou R21 est une route de la région de Casamance au Sénégal.
Elle part de Kolda et se termine à son croisement de la route nationale 4 à l'est de Bignona et l'ouest de Diéba.

## Description
La R21 est une route régionale majeure de la région de la Casamance au sud du Sénégal .
La route part de Kolda par un pont sur le fleuve Casamance à son intersection de la route nationale 6.
Alors que la N 6 mène à Ziguinchor sur la rive sud du fleuve, la R 21 traverse d'abord le centre-ville de Kolda sur la rive nord.
Elle continue vers l'ouest et se termine 16 kilomètres avant Bignona en croisant la route nationale 4 et la distance jusqu'alors est longue de 153 kilomètres. [1]
La R 21 est la seule liaison en direction de l'ouest du département de Sédhiou vers la N 4 et les communes de Bignona et Ziguinchor .
L'ensemble du département est presque entièrement entouré par le cours inférieur du fleuve Casamance et du Soungrougrou , ce qui rend difficile l'accès par voie terrestre depuis le reste du Sénégal.
En janvier 2022, le bac de Marsassoum a été remplacé par le pont à péage de Marsassoum.

## Parcours
- Kolda, Croisement de la N 6
- Pont sur le fleuve Casamance
- Sédhiou
- Marsassoum
- Pont de Marsassoum sur le Soungrougrou
- Diéba
- Croisement de la N 4 à 16 km de Bignona